# Itata-incident
Het Itata-incident (Spaans: Incidente del Itata) was een diplomatiek conflict en militair incident tussen Chili en de Verenigde Staten van Amerika dat zich afspeelde tijdens de Chileense Burgeroorlog (1891).

## Geschiedenis
Aan het begin van de burgeroorlog verzocht de Chileense regering bij monde van haar gezant in de VS, Prudencio Lazcano, officieel om hulp in de strijd tegen de rebellen. Aanvankelijk reageerde de Amerikaanse regering afwijzend, maar ging uiteindelijk overstag. De toegezegde hulp kwam er op neer dat de Amerikanen geen steun zouden verlenen aan de revolutionaire regering van de rebellen die het noorden van Chili controleerden.
In de tussentijd was Ricardo Trumbull, een agent van de rebellenregering, in de stad New York aangekomen om clandestien wapens aan te kopen voor de rebellen. Hij liet zich hierin adviseren door de oud-burgemeester van New York, William Russell Grace die hem aanbeval bij wapenfabrikanten om de modernste Remington-geweren aan te schaffen. Hij liet de wapens verzenden naar de haven van Los Angeles. Daar werden de geweren aan boord gebracht van de schoener Robert and Minnie. De schoener zeilde vervolgens in de richting van San Diego waar het stoomschip Itata, een boot in handen van de Chileense rebellen de lading wapens zou overnemen, wanneer het de haven van San Diego zou verlaten.

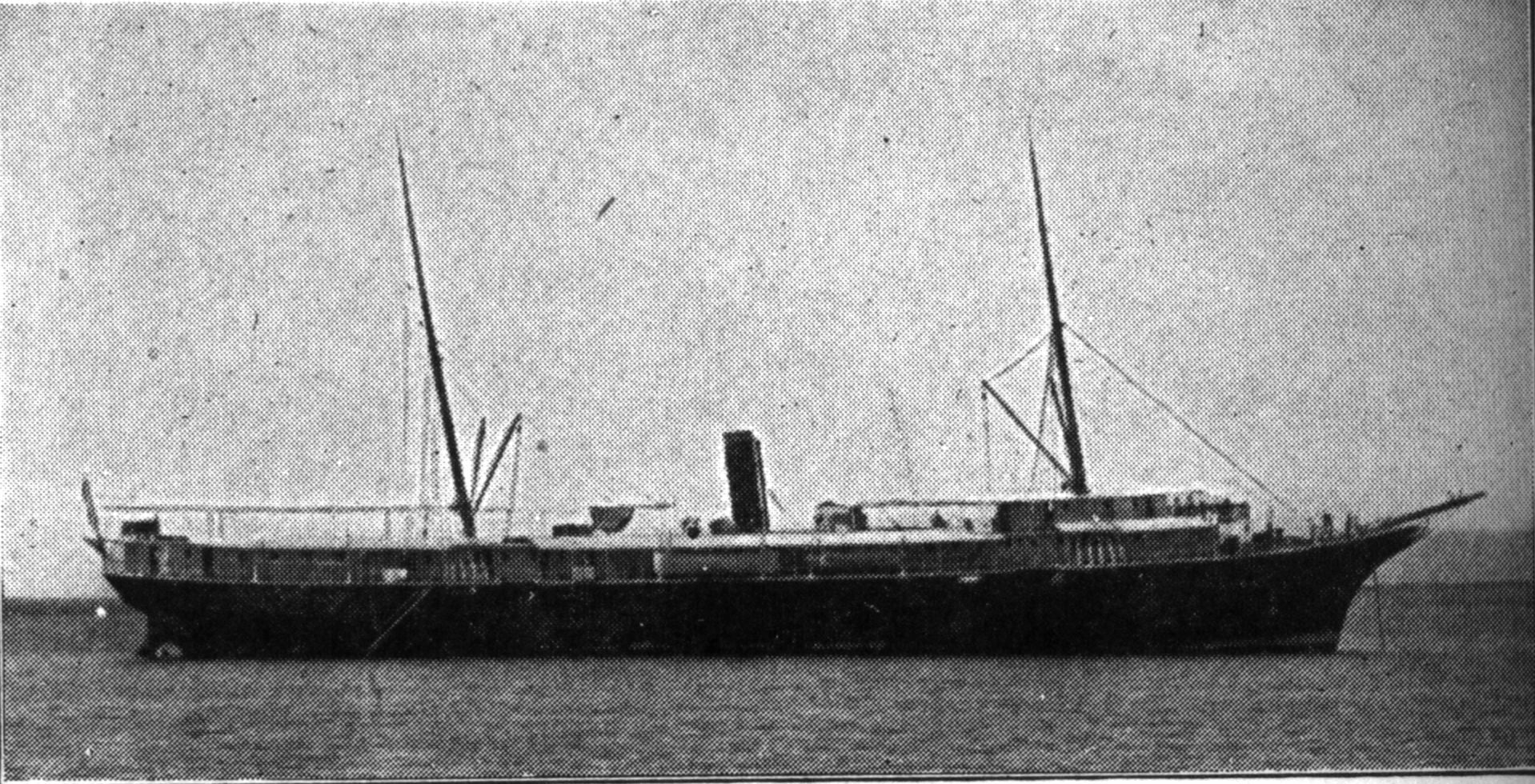
De Itata in de baai van San Diego

De Amerikaanse marine legde echter op 6 mei beslag op de Itata, maar vonden verder niets verdacht. De Amerikanen stonden de bemanning van de Itata toe vertrekkensklaar te blijven, en in de vroege ochtend van 7 mei, terwijl de Amerikaanse marine op zoek was naar de Robert and Minnie en een vermeend Chileens oorlogsschip lichtte de bemanning het anker en voer de haven van San Diego uit met als reisdoel de havenstad Iquique in Chili, het hoofdkwartier van de rebellen. De Amerikaanse marine zette met een aantal schepen de achtervolging in. Verscheidene pogingen om het schip te onderscheppen bleven echter uit.
Op 8 mei, in de nabijheid van San Clemente Island, ontving de Itata alsnog de 250 kisten met geweren en 200 kisten met munitie.
Een internationaal contingent schepen van de Amerikaanse, Britse en Duitse marine wachtte de Itata op buiten de haven van Iquique. Op 4 juni wisten de Amerikaanse commandanten W.P. McCann en George Brown de revolutionaire regering in Iquique ervan te overtuigen om de Itata en haar vracht van 5000 geweren op te geven. Kort daarop ontvingen de rebellen alsnog hypermoderne wapens uit Duitsland, waardoor de vracht van de Itata opeens niet meer van belang was.

## Nasleep
De Itata en haar lading werden teruggebracht naar San Diego. President Harrison stelde daarop een commissie in om de zaak te onderzoeken. Besloten werd om de bemanning van de Itata niet te vervolgen, omdat het om privélevering van wapens ging (de Amerikaanse overheid was immers niet betrokken bij de wapendeal).
In augustus 1891 namen de rebellen Santiago, de hoofdstad van Chili in en kwam er een einde aan de burgeroorlog. Kort daarop, in oktober, kwam het opnieuw tot een diplomatiek conflict tussen de Chili en de Verenigde Staten, de zogenaamde Baltimorecrisis, die veel ernstiger van aard was.
Zapiga · Alto Hospicio · Punitaqui · Pisagua · Dolores · Huara · Aduana Iquique · Itata-incident · Pozo Almonte · Valparaíso · Caldera · Vallenar · Slachting bij Lo Cañas · Concón · Viña del Mar · Placilla · Baltimorecrisis